# Open Your Heart
Open Your Heart is een lied van Madonna, de vierde single van haar album True Blue (1986). Het nummer haalde in de top 40 de nummer 7 positie, en was een nummer 1-hit in Amerika.

## Achtergrondinformatie
Open Your Heart werd geschreven door Gardner Cole, de toenmalige vriend van Madonna's vaste achtergrondzangeres Donna DeLory. Het zou oorspronkelijk de derde single van het album worden, maar platenmaatschappij Warner koos op het laatste moment toch voor het rustigere True Blue.

## Videoclip
De clip van Open Your Heart zou volgens het geruchtencircuit worden geregisseerd door haar toenmalige echtgenoot Sean Penn, maar de keuze viel uiteindelijk toch op Jean-Baptiste Mondino. De videoclip gaat over een vrouw die werkt in een seks-industrie. Ze danst voor mannen voor geld, ondertussen staat haar zoon te wachten totdat ze klaar is. De receptionist kwam naar buiten en riep in het Italiaans: "kom terug! we hebben je nodig!" De twee rennen ondertussen snel weg. De clip veroorzaakte nogal wat opschudding in Amerika door Madonna's optreden als een danseres in een peep-show, en het feit dat ze aan het einde van de clip kust met een 12-jarige jongen (Felix Howard). Madonna zelf noemt "onschuld" het belangrijkste thema van de video.

## NPO Radio 2 Top 2000
Open Your Heart stond alleen in 2000 in de NPO Radio 2 Top 2000, op plek 1454.